# Chamotte

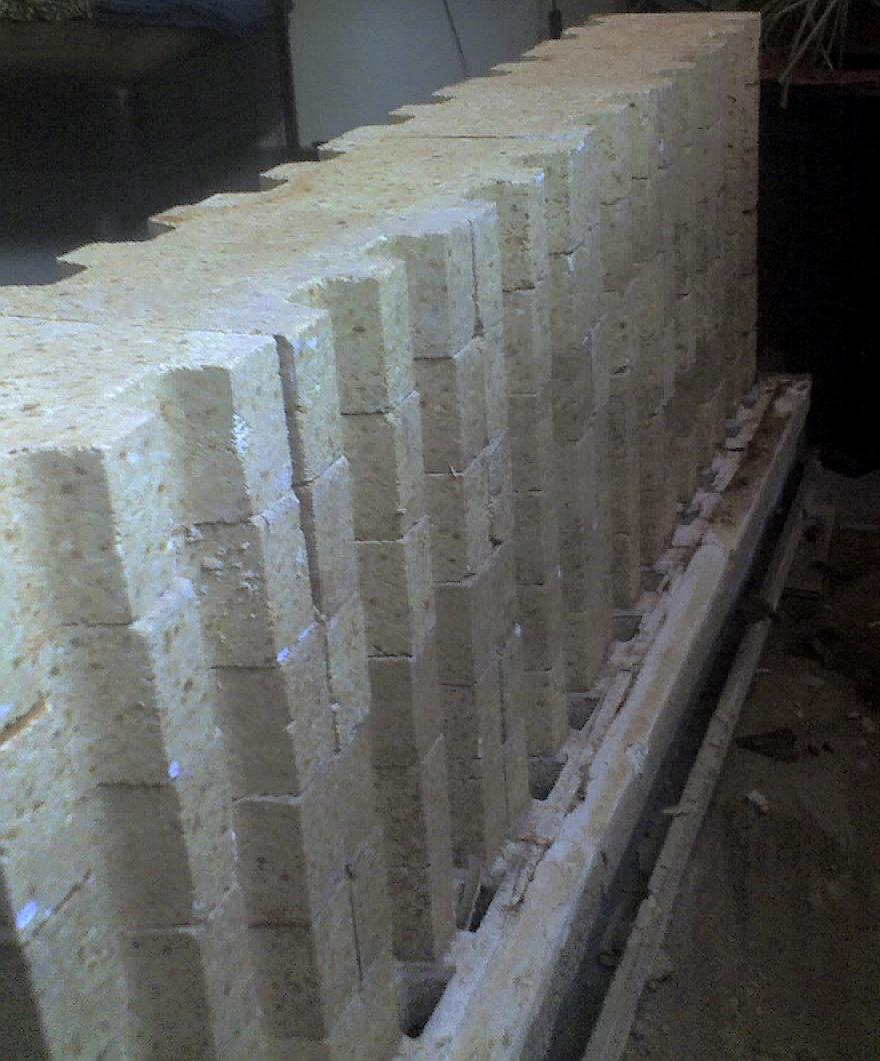

Chamotte is een gebakken product van klei dat voor de meest uiteenlopende doeleinden wordt gebruikt.

## Beschrijving
Chamotte wordt gebruikt vanaf fijn gemalen poeder tot korrels van 2 mm of zelfs groter. De fijnere fracties tot het formaat van een grove zandkorrel worden vooral gebruikt als versterking in boetseerklei, door zachte klei te mengen met fijne korrels chamotte voor fijn boetseerwerk, of door zachte klei te mengen met grove chamotte korrels voor grover en sterker boetseerwerk. Ook wordt deze chamotte wel gebruikt bij het bronsgieten met de verlorenwasmethode, om de gipsvormen waarin gegoten wordt vuurvast te maken.
De fracties tot 2 mm of groter worden gebruikt in de vuurvaste industrie. Vanwege het gehalte aan Al2O3 (aluminiumoxide) in chamotte, dat 45% bedraagt, heeft het een hittebestendigheid tot 1300°C. Daardoor kan het worden gebruikt voor vuurvast beton. 

### Vuurvaste stenen
Vuurvaste stenen tot een temperatuur van ongeveer 1300°C worden gemaakt van klei en andere toevoegingen. Door de iets nat gemaakte massa te persen in mallen met een druk vanaf 1500 ton wordt de gewenste vorm verkregen en wordt alle lucht uit de massa verdreven. Na het persen van de stenen worden de stenen gestapeld op tunnelovenwagens, die vervolgens na enkele dagen aan de lucht drogen een tunneloven ingereden worden. Na een doorlooptijd van enkele dagen en een snelheid van 2 meter per uur door de tunneloven, die vaak honderden meters lang is, is het eindproduct bereikt, De vuurvaste chamottesteen.
Vuurvaste stenen worden gebruikt om ovens te bouwen in verschillende industrietakken, waaronder chemische en petrochemische industrie, aluminium-, ijzer- en glasindustrie en in vuilverbrandingsinstallaties, maar ook in gewone huis-, tuin- en keukenovens, grill- en hobbyovens of kachels van allerlei slag (allesbranders, gas-, hout- of kolenkachels).

### Vuurvast beton
Er bestaan vele soorten vuurvast beton met uiteenlopende eigenschappen, in temperatuur waartegen het bestand is variërend van 1000°C tot 2000°C. Chamotte wordt gebruikt in vuurvaste betonsoorten bestand tegen temperaturen tot 1500°C. Ook wordt geregenereerde chamotte gebruikt, wat afkomstig is uit afgebroken ovens van chamottestenen. Omdat deze "gebruikte" chamotte poreus geworden is neemt het water op door de zuigende werking van de poreuze korrels en is het ideaal voor de verwerkbaarheid van de vuurvaste beton en voorkomt het dat het beton te zwaar wordt.
Vuurvast beton wordt net als vuurvaste stenen gebruikt voor vele toepassingen in de industrie, zoals hierboven genoemd onder vuurvaste stenen. Het voordeel van beton ten opzichte van stenen is dat het in elke gewenste vorm gestort kan worden, waardoor het ook als reparatiemiddel van gaten gebruikt kan worden.
Naast chamotte wordt in de vuurvaste industrie ook gebruikgemaakt van grondstoffen met een hoger Al2O3-gehalte, zoals: mulliet (60%), bauxiet (80%) en korund (90%).